# Burg Liebstadt
Burg Liebstadt (polnisch Zamek w Miłakowie) war ein kleiner Ordenshof des Deutschen Ordens im heute polnischen Miłakowo in der Woiwodschaft Ermland-Masuren.

## Lage und Bauwerk
Die Burg befand sich in der Nordwestecke der Stadt und ließ sich nicht selbstständig verteidigen. Dabei befand sich direkt anschließend an die Burg ein Tor der Stadtmauer, weiter im Osten die Pfarrkirche. Diese Anordnung war typisch für preußische Kleinstädte. Die Burg Liebstadt besaß einen Eckturm, der aus der Flucht der Stadtmauer herausragte. Reste dieses Turms sind bis heute erhalten geblieben. Der Grundriss der Burg war ein leicht verzogenes Rechteck mit drei Flügeln, die einen Hof umschlossen.

## Geschichte
Liebstadt ist 1315 erstmals erwähnt. Stadtmauer und Burg wurden wohl in der zweiten Hälfte des 14. Jahrhunderts errichtet. Die Burg wurde 1659 durch schwedische Truppen und 1804 von französischen Truppen beschädigt und im 19. Jahrhundert dem Verfall preisgegeben.